# الأرملة والببغاء (قصة)
"الأرملة والببغاء" هي قصة للأطفال كتبتها فيرجينيا وولف عام 1922 أو 1923 لإحدى الصحف العائلية.  تتبع القصة السيدة غيج، وهي أرملة مسنة، وهي تذهب لجمع الميراث الذي تركه لها شقيقها البخيل، السيد جوزيف براند. بالإضافة إلى كوخ صغير ومبلغ 3000 جنيه إسترليني، ورثت السيدة غيج أيضًا ببغاء اسمه جيمس.  وتختتم القصة بالأخلاق القائلة بأن "اللطف مع الحيوانات" يكافأ بالسعادة. 

## تاريخ النشر
طُلب من وولف أن تكتب مقالًا لصحيفة العائلة، والتي كان يحررها في ذلك الوقت أبناء أخيها كوينتين وجوليان بيل. قال كوينتين مازحًا إنه وجوليان كادا أن يرفضا نشرها، واصفين إياها بأنها "قصة محسنة، مبنية على أسوأ الأمثلة الفيكتورية".  تكون القصة محمية بحقوق الطبع والنشر حتى عام 1982 من قبل كوينتين بيل وأنجيليكا جارنيت، وتم رسمها لاحقًا بواسطة جوليان بيل (ابن كوينتين - لا ينبغي الخلط بينه وبين ابن أخ وولف) في عام 1988  في الرواية القصيرة الكاملة لفيرجينيا وولف (1985)، التي حررتها سوزان ديك، تظهر رواية "الأرملة والببغاء" مع العنوان الفرعي "قصة حقيقية"، على الرغم من عدم ظهورها في الإصدارات اللاحقة.

## ملخص
تبدأ السرد في سبيلسبي في يوركشير، حيث تعيش السيدة العجوز السيدة جيج مع كلبها شاغ. عندما تتلقى خبر وفاة شقيقها وتركها وراءه إرثًا، تقوم بترتيبات للسفر إلى رودميل لجمع الإرث. ومع ذلك، عندما تصل، تكتشف أن الكوخ متهالك وأنه لا يمكن العثور على المال. الشيء الوحيد المتبقي هو ببغاء شقيقها، جيمس. تترك السيدة جيج رودميل وتبدأ في السفر إلى البيت سيرًا على الأقدام، لكنها سرعان ما تشعر بالضياع، وتكاد تغرق عند محاولتها عبور نهر أوز. يتم إنقاذها بواسطة الضوء الناتج عن منزل مشتعل بالنار، الذي تكتشف لاحقًا أنه كان منزل شقيقها السابق. في نهاية القصة، يتبين أن جيمس الببغاء قد قام بقلب موقد الزيت لحرق المنزل بشكل متعمد. تبقى جيج، التي تبقى في رودميل لليلة واحدة، لاحقًا تسمع جيمس يطرق بمنقاره على النافذة. يقودها إلى الكوخ الآن مدمر، حيث تتعلم أن شقيقها كان قد دفن الجنيهات الذهبية تحت الأرض. تجمع جيج المال وتعيش مع كلبها وجيمس الببغاء في سعادة مع ثروتهم الجديدة.

## المواضيع
يأخذ النص في المقام الأول في الاعتبار أخلاقيات العلاقات بين الإنسان والحيوانات الأليفة، حيث تختتم وولف القصة باقتراح أن "اللطف مع الحيوانات" يؤدي إلى السعادة. والجدير بالذكر أن السيدة غيج معاقة أيضًا لأن ساقها العرجاء تجعل من الصعب عليها السفر. رفقتها مع جيمس الببغاء تعني وجود علاقة مترابطة، حيث يعتمد كلاهما على بعضهما البعض بطرق مختلفة؛ تتعارض القصة مع الأطر الأخلاقية التي تختزل الحيوانات البشرية وغير البشرية إلى "استخدامها" الوظيفي داخل المجتمع. 
تشير كارولين ماري إلى أن "الأرملة والببغاء" تقدم "بعدًا أخلاقيًا" غير موجود في قصة أطفالها الأخرى، "ستارة الممرضة لوجتون"،  وتجادل كريستين تشارنيكي بأن "ستارة الممرضة لوجتون" أقل "مناسبة للأطفال" نسبيًا. ". بدورها، تفترض كريستين تشارنيكي أن رواية وولف لقصص الأطفال حررتها من بعض "القيود" الفكرية المرتبطة بالثقافة الأدبية في أوائل القرن العشرين. 